# Société Française de Numismatique
Die Société française de numismatique (SNF) ist die älteste, größte und führende numismatische Gesellschaft in Frankreich. Die Mitgliedschaft steht jedem offen, bedarf aber einer Patenschaft von zwei bestehenden Mitgliedern. Die Gesellschaft zählt 435 Mitglieder (Stand März 2017) und hat ihr ständiges Büro beim Münzkabinett in der französischen Nationalbibliothek. Die Gesellschaft ist Herausgeber der beiden periodischen Zeitschriften La Revue Numismatique (RN) und Bulletin de la Société Française de Numismatique (BSFN).

## Geschichte
In Paris wurde 1885 das Unternehmen unter dem Namen «Société Française de Numismatique et d’Archéologie» gegründet, erster Präsident war Gustave de Ponton d’Amécourt. 1897 wurde es in «Société Française de Numismatique», seine heutige Bezeichnung umbenannt. Nach dem Zweiten Weltkrieg wurde die Zeitschrift Bulletin de la Société Française de Numismatique (BSFN) herausgegeben. Die Zeitschrift La Revue Numismatique (RN) wurde 1985 übernommen. 1982 wurde die Zeitschrift Trésors antiques de la France (TAF) herausgegeben.

## Liste der Präsidenten der Gesellschaft
- 1865–1888 Gustave de Ponton d’Amécourt
- 1889–1890 J. de Rougé
- 1890–1892 A. de Belfort
- 1892–1893 E. Caron
- 1893–1894 M. de Marchéville
- 1894–1895 E. Caron
- 1895–1896 M. de Marchéville
- 1896–1898 P. Bordeaux
- 1898–1900 H. de Castellane
- 1900–1902 M. de Marchéville
- 1902–1903 H. de Castellane
- 1903–1905 Jules Adrien Blanchet
- 1905–1907 P. Bordeaux
- 1907–1909 A. Babut
- 1909–1911 L. Sudre
- 1911–1912 Jules Adrien Blanchet
- 1912–1914 A. Babut
- 1914–1916 F. Allotte de la Fuÿe
- 1916–1918 Adolphe Dieudonné
- 1918–1920 H. de Castellane
- 1920–1922 F. Allotte de la Fuÿe
- 1922–1924 A. Bouclier
- 1924–1926 J. Bailhache
- 1926–1928 R. Richebé
- 1928–1929 Ph. Moricand
- 1929–1931 E. Cazalas
- 1931–1932 Ch. Prieur
- 1932–1933 J. Bailhache
- 1933–1935 J. Coudurier de     Chasseigne
- 1935–1937 E. H. Albert de Bary
- 1937–1939 E. Cazalas
- 1939–1941 Henri Rolland
- 1941–1942 A. Blanchet
- 1942–1944 Jean Babelon
- 1944–1946 P. Le Gentilhomme
- 1946–1947 H. Longuet
- 1947–1948 M. Baille
- 1948–1949 H. Longuet
- 1949–1951 P. Prieur
- 1951–1953 H. Longuet
- 1953–1955 J. Mazard
- 1955–1957 M. Dayet
- 1957–1959 Jean Tricou
- 1959–1961 J. Lafaurie
- 1961–1963 J. Heurgon
- 1963–1965 J. Parent
- 1965–1967 P. Bastien
- 1967–1969 J. Yvon
- 1969–1971 Hans-Georg Pflaum
- 1971–1973 J. Guey
- 1973–1975 L. Chaurand
- 1975–1977 F. Dumas
- 1977–1979 André Chastagnol
- 1979–1981 D. Nony
- 1981–1983 Hélène Huvelin
- 1983–1985 Michel Christol
- 1985–1987 Claude Brenot
- 1987–1989 Xavier Loriot
- 1989–1991 Robert Étienne
- 1991–1993 Michel Dhénin
- 1993–1995 Sylvie de Turckheim-Pey
- 1995–1997 Olivier Picard
- 1997–1999 Jean Hiernard
- 1999–2001  Christian Augé
- 2001–2003 Hubert Zehnacker
- 2003–2006 Marc Bompaire
- 2006–2009 Georges Gautier
- 2009–2012 Jean-Pierre Garnier
- 2012–2015 Ariane Bourgeois
- seit 2015 Michel Amandry